# Адміністративний устрій Сімферопольського району
Адміністративний устрій Сімферопольського району — адміністративно-територіальний поділ Сімферопольського району АР Крим на 4 селищні та 18 сільських рад, які підпорядковані Сімферопольській районній раді та об'єднують 109 населених пунктів. Адміністративний центр — місто республіканського значення Сімферополь, що до складу району не входить.

## Список радСімферопольського району
| №  | Назва                         | Центр            | Населені пункти | Площа км² | Місце за площею | Населення (2001), чол. | Місце за населенням |
| -- | ----------------------------- | ---------------- | --- | --------- | --------------- | ---------------------- | ------------------- |
| 1  | Гвардійська селищна рада      | смт Гвардійське  | смт Гвардійське c. Красна Зорька c. Маленьке c. Новий Сад c. Софіївка |           |                 |                        |                     |
| 2  | Миколаївська селищна рада     | смт Миколаївка   | смт Миколаївка c. Вінницьке c. Ключове c. Олександрівка c. Петрівка c. Роздолля c. Теплівка                                                                                                   |           |                 |                        |                     |
| 3  | Молодіжненська селищна рада   | смт Молодіжне    | смт Молодіжне c. Сонячне |           |                 |                        |                     |
| 4  | Шкільненська селищна рада     | c-ще Шкільне     | c-ще Шкільне |           |                 |                        |                     |
| 5  | Добрівська сільська рада      | c. Добре         | c. Добре c. Андрусове c. Зарічне c. Краснолісся c. Лозове c. Мраморне c. Перевальне c. Петропавлівка c. Піонерське c. Привільне c. Ферсманове c. Чайковське                                   |           |                 |                        |                     |
| 6  | Донська сільська рада         | c. Донське       | c. Донське c. Верхньокурганне c-ще Давидове c. Дмитрове c. Кленівка c. Нижньокурганне c. Спокійне                                                                                             |           |                 |                        |                     |
| 7  | Журавлівська сільська рада    | c. Журавлівка    | c. Журавлівка c. Сторожеве c. Сумське |           |                 |                        |                     |
| 8  | Кольчугинська сільська рада   | c. Кольчугине    | c. Кольчугине c. Прудове c. Рівнопілля |           |                 |                        |                     |
| 9  | Мазанська сільська рада       | c. Мазанка       | c. Мазанка c. Краснівка c. Лісносілля c. Опушки c. Солов'ївка |           |                 |                        |                     |
| 10 | Мирнівська сільська рада      | c. Мирне         | c. Мирне c. Білоглинка c. Грушеве |           |                 |                        |                     |
| 11 | Новоандріївська сільська рада | c. Новоандріївка | c. Новоандріївка c. Сухоріччя c. Харитонівка |           |                 |                        |                     |
| 12 | Новоселівська сільська рада   | c. Новоселівка   | c. Новоселівка |           |                 |                        |                     |
| 13 | Первомайська сільська рада    | c. Первомайське  | c. Первомайське c. Красне c. Чайкине |           |                 |                        |                     |
| 14 | Перовська сільська рада       | c. Перове        | c. Перове c. Веселе c. Дубки c. Залісся c. Каштанове c. Кизилове c. Клинівка c. Ключі c. Костянтинівка c. Молочне c. Новомиколаївка c. Обрив c. Партизанське c. Тепле c. Топольне c. Українка |           |                 |                        |                     |
| 15 | Пожарська сільська рада       | c. Пожарське     | c. Пожарське c. Водне c. Дем'янівка c. Лікарственне |           |                 |                        |                     |
| 16 | Родниківська сільська рада    | c. Родникове     | c. Родникове c. Аркадіївка c. Кубанське c. Курганне c. Новий Мир c. Шафранне |           |                 |                        |                     |
| 17 | Скворцівська сільська рада    | c. Скворцове     | c. Скворцове c. Колодязне c. Міжгірне c. Передове |           |                 |                        |                     |
| 18 | Трудівська сільська рада      | c. Трудове       | c. Трудове c-ще Айкаван c. Акрополіс c. Ана-Юрт c. Денисівка c. Дружне c. Іванівка c. Лазарівка c. Строгонівка                                                                                |           |                 |                        |                     |
| 19 | Укромнівська сільська рада    | c. Укромне       | c. Укромне c. Совхозне |           |                 |                        |                     |
| 20 | Урожайнівська сільська рада   | c. Урожайне      | c. Урожайне c. Живописне |           |                 |                        |                     |
| 21 | Чистенська сільська рада      | c. Чистеньке     | c. Чистеньке c. Комишинка c. Левадки c. Новозбур'ївка c. Трипрудне c. Трудолюбове c. Фонтани                                                                                                  |           |                 |                        |                     |
| 22 | Широківська сільська рада     | c. Широке        | c. Широке c. Дивне c. Купріне c. Пролітне |           |                 |                        |                     |

* Примітки: м. — місто, с-ще — селище, смт — селище міського типу, с. — село